# Luteoviridae
Les Luteoviridae, formaient une famille de virus créée en 1998 et obsolète depuis 2020. Elle regroupait des phytovirus à ARN linéaire à simple brin à polarité positive, rattachés à la classe IV de la classification Baltimore et à l'ordre des Tolivirales, royaume des Riboviria.

## Liste des genres
La famille des Luteoviridae comprenait les genres suivants :
- Enamovirus, réassigné à la famille des Solemoviridae[3]
- Luteovirus, réassigné à la famille des Tombusviridae[3]
- Polerovirus, réassigné à la famille des Solemoviridae[3]
- Espèces non-affectées rattachées à la famille des Solemoviridae :
  - Barley yellow dwarf virus GPV
  - Barley yellow dwarf virus SGV
  - Chickpea stunt disease associated virus
  - Groundnut rosette assistor virus
  - Sweet potato leaf speckling virus